# جری سبز
جری سبز (نام علمی: Neomixis viridis) نام یک گونه از سرده جری‌ها است.